# Renita Farrell
Renita Maree Farrell-Garard  (ur. 30 maja 1972 w Townsville) – australijska hokeistka na trawie, dwukrotna złota medalistka olimpijska.
Z reprezentacją Australii brała udział w dwóch igrzyskach (IO 96, IO 00), na obu zdobywała złote medale. Z kadrą brała udział m.in. w mistrzostwach świata w 1994 i 1998 (tytuły mistrzowskie) oraz kilku turniejach Champions Trophy (zwycięstwo w 1995, 1997, 1999). 
Jej mąż, Brendan Garard, także był hokeistą, brązowym medalistą olimpijskim z Atlanty.